# Camburg
Camburg is een plaats en voormalige gemeente in de Duitse deelstaat Thüringen, en maakt deel uit van de gemeente Dornburg-Camburg in het district Saale-Holzland-Kreis.

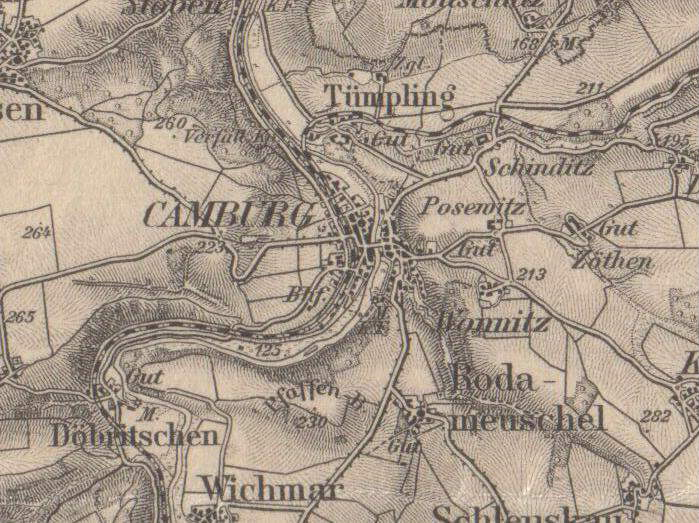
Kaart van Camburg (1921)